# Polyalthia sublanceolata
Polyalthia sublanceolata är en kirimojaväxtart som först beskrevs av Friedrich Anton Wilhelm Miquel, och fick sitt nu gällande namn av Elmer Drew Merrill. Polyalthia sublanceolata ingår i släktet Polyalthia och familjen kirimojaväxter. Inga underarter finns listade i Catalogue of Life.